# Léon Noireaut
 (juin 2017).
Léon Noireaut, né le 31 décembre 1886 dans le 1er arrondissement de Paris et mort en 1960, est un peintre français.

## Biographie
Dès 1911, Noireaut a étudié la peinture à l'École nationale supérieure des beaux-arts de Paris.
Soldat français, il a combattu durant la Première Guerre mondiale en Belgique et a été capturé par les Allemands le 22 août 1914 à Tintigny. Selon plusieurs peintures et dessins, il a séjourné dans quatre camps de prisonniers de guerre allemands : Ahlen-Falkenberg Moor près de Cuxhaven, Ohrdruf près de Gotha, Cassel et Mannheim.
Dans les années 1920 et 1930, Noireaut a vécu parmi les peintres de Mannheim et de Paris. À Mannheim, il a acquis un immeuble d'habitation situé rue Dürer, conjointement avec sa femme allemande, Elisabeth Noireaut, née Baro.
Avec le début de la Seconde Guerre mondiale, le couple a quitté Mannheim pour Paris où il s'est installé après guerre.
Le travail de Noireaut s'apparente essentiellement à l'impressionnisme français.
Après une phase d'images sobres réalisées durant sa captivité pendant la Première Guerre mondiale, il reprend son style coloré, notamment au cours de voyages à travers la France, l'Italie et la Tunisie. Les peintures postérieures à 1945 représentent souvent des scènes de rue parisiennes.
Portraitiste, il réalise des séries centrées sur la représentation d'hommes affublés de chapeau et portant la barbe, buvant un verre ou fumant la pipe.
Son travail le plus récent date de 1964.

## Signature
Noireaut signe ses œuvres d'un « L. Noireaut », voire du pseudonyme « E. Baro ».